# Alcorisa
Alcorisa – gmina w Hiszpanii, w prowincji Teruel, w Aragonii, o powierzchni 121,2 km². W 2011 roku gmina liczyła 3556 mieszkańców.